# Marius Hristescu
Marius Leonard Hristescu (n. 29 septembrie 1975, Craiova) este un dirijor, compozitor și orchestrator român. Provine dintr-o familie de muzicieni, tatăl fiind violonist, iar mama, flautistă.

## Studii
A absolvit Liceul de Artă din orașul natal (1994), bucurându-se de îndrumarea profesorilor Mariana Ilie (pian), Florian Zamfir (teoria muzicii) și Alexandru Racu (acompaniament). Pregătirea muzicală o continuă la Universitatea de Muzică din București, unde studiază în paralel trei dintre secțiile acesteia: Compoziție, Dirijat de cor academic și Dirijat orchestral, fiind discipolul profesorilor: Ștefan Niculescu (compoziție), Dan Buciu (armonie), Dinu Ciocan (contrapunct), Valentin Gruescu (dirijat cor academic), Ludovic Bacs și Petru Andriesei (dirijat orchestră). În anul 2000 absolvă cursul de Studii Aprofundate (Master) – Stil și Limbaj Compozițional la clasa Ștefan Niculescu.

## Activitate

### Alături de Tudor Gheorghe
Anul 1999 marchează începutul colaborării cu binecunoscutul cantautor Tudor Gheorghe, colaborare în urma căreia a luat naștere proiectul „Anotimpurile poeziei românești”. Prima parte a acestui proiect, „Primăvara Simfonic”, a obținut titlul de cel mai bun CD de muzică cultă al anului 2001, trofeu oferit la decernarea Premiilor Industriei Muzicale Românești (martie 2002). Au urmat „Toamna...”, „Iarna...” și „Vara Simfonic”. Cele mai recente proiecte alături de Tudor Gheorghe, „Calvarul unei inime pribegi” și „Parfumele nebunelor dorinți”, ce au ca tematică melodiile Bucureștiului de altădată, au avut un succes răsunător, fiind prezentate în țară în peste cincizeci de spectacole fiecare, jucate cu casa închisă.

### Alte colaborări
În urma reputației de compozitor și orchestrator dobândite, artiști valoroși ai momentului din industria muzicală românească i-au solicitat colaborarea: Nicu Covaci (Phoenix),  Loredana Groza, Marius Bodochi, Florin Piersic sr., Radu Fornea (Proiect K1), ,Ștefan Bănică jr., Linda și Costel Busuioc. S-au bucurat de succes și cele doua proiecte simfonice realizate alături de basul Daniel Prunaru (pe scena Operelor din Craiova și Cluj), materializate în două CD-uri.

### Creație componistică
Hristescu scrie două lucrări corale: „Două colinde românești” și „Ave Maria”; ambele câștigă premii în cadrul unor concursuri naționale de specialitate. Alături de acestea, creația sa mai cuprinde o uvertură de concert, un concert pentru două viori și orchestră și numeroase lucrări camerale. Cvartetul său de coarde, op.11 „Golful Persic” a obținut „Premiul pentru cea mai bună creație străină” la cea de-a XXI-a ediție a Festivalul Internațional de Muzică Fadjir din Iran.
În decembrie 2004 a început colaborarea cu scene teatrale din țară – compune muzica pentru piesele de teatru Hotel Europa de Matei Vișniec (Teatrul Național „Marin Sorescu” din Craiova), Prințul Frederic de Homburg de Heinrich von Kleist și Cui i-e frică de Virginia Woolf de Edward Albee (Teatrul Național din Sibiu), toate în regia lui Șerban Puiu

## Cronologie
- 1994-1999. Universitatea de Muzică din București - specializarea: Compoziție
- 1994-1999. Universitatea de Muzică din București - specializarea: Dirijat Cor Academic
- 1996-2001. Universitatea de Muzică din București - specializarea: Dirijat Orchestră
- 1999-2000. Universitatea de Muzică din București - studii aprofundate: Stil și Limbaj Compozițional
- 2001-2004. Dirijor al Corului de cameră „Da Capo” (București)
- 2001. Maestru de cor al filarmonicii „Oltenia” (Craiova)
- 2001-prezent. Dirijor al Teatrului Liric „Elena Teodorini” (Craiova)
- 2002. Bursă de studii la Academia Marciana din Veneția
- 2004. Master-class de artă dirijorală  susținut de Kurt Masur, organizat de Fundația Eurosilesia la Wroclaw (Polonia)
- 2005. Bursă de cercetare muzicologică la Biblioteca Națională din Roma
- 2007-prezent. Prim dirijor la Filarmonica „Muntenia” (Târgoviște)

## Discografie

### Cu Tudor Gheorghe
- Primăvara Simfonic (2000)
- Toamna Simfonic (2001)
- Diligența cu Păpusi (2003)
- Iarna Simfonic (2003)
- Între Răsuri și Trandafiri (2004)
- Cu Isus în Celulă (2005)
- Vara Simfonic (2005)
- Calvarul unei inime pribegi (2006)
- Parfumele nebunelor dorinți (2007)

### Cu Daniel Prunaru
- Symphonic Blessings (2002)
- Hymns Triumphant (2007)

## Repertoriu dirijoral
Repertoriul abordat cuprinde o paletă stilistică diversificată – lucrări simfonice și vocal-simfonice pornind de la perioada preclasică (Haendel, Gluck, Pergolesi), ajungând la cea clasică și romantică, (Haydn, Mozart, Beethoven, Schubert, Mendelssohn-Bartholdy, Ceaikovsky, Glazunov, Grieg) continuând cu Fauré, Orff, Enescu sau Milhaud. 
De asemenea, opera și opereta ocupă un loc important în repertoriu. Printre titlurile abordate frecvent se numără Giuseppe Verdi - Un ballo in maschera (Bal Mascat), Gaetano Donizetti - Lucia di Lammermoor, Georges Bizet - Carmen, Pietro Mascagni - Cavalleria Rusticana, Wolfgang Mozart - Le nozze di Figaro (Nunta lui Figaro) și Johann Strauss - Die Fledermaus (Liliacul).